# 에이 마르티네즈

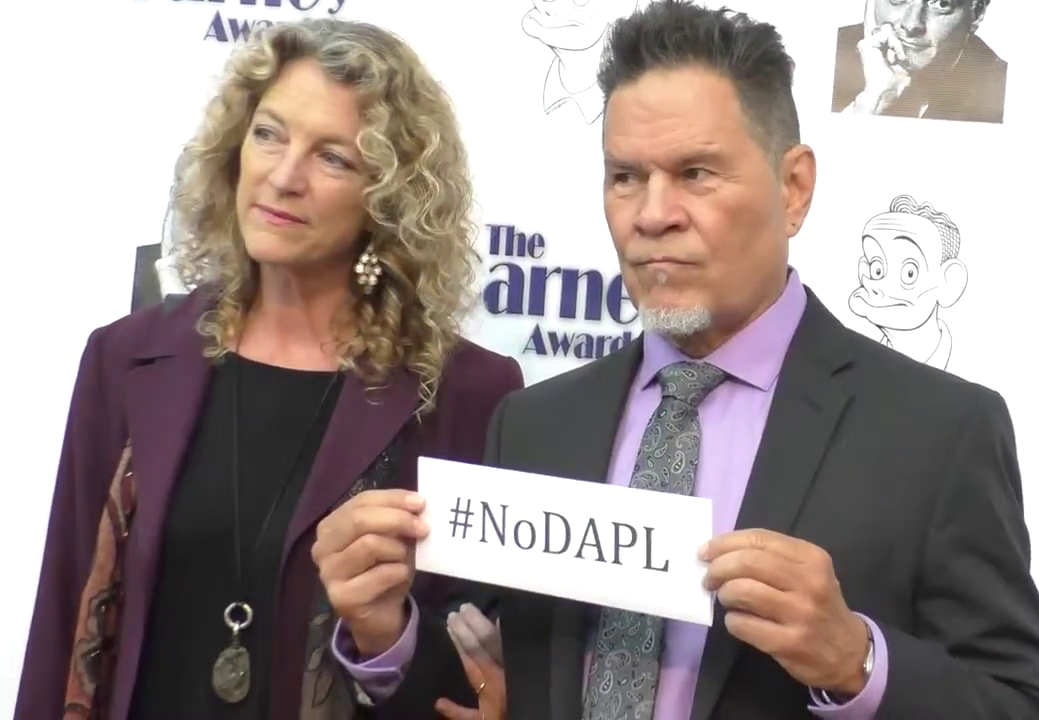

에이 마티네즈(A Martinez, 1948년 9월 27일 ~ )는 미국의 배우, 각본가, 가수, 영화 제작자, TV 사회자이다.
글렌데일에서 태어났다.

## 출연 작품
- 인 엠브리오 (2016년)
- 지미 P (2013년)
- 커스 오브 처키 (2013년)
- 캘리포니아 솔로 (2012년) - 워렌 역
- 메가 파이톤 VS 게토로이드 (2011년) - 의사 디에고 오티즈 역
- 익스트림 터미네이터 TR (2009년)
- 리틀 걸 로스트 (2008년)
- 원스 어폰 어 웨딩 (2005년)
- 허프 (2004년)
- 오더너리 시너 (2001년)
- 왓츠 쿠킹 (2000년)
- 파이널 저스티스 (1998년)
- 더블 탭 (1997년)
- 더 체로키 키드 (1996년)
- 프로파일러 (1996년)
- 머니 게임 (1995년)
- 블라인드 키스 (1995, One Night Stand)
- 사라의 이중 생활 (1994년)
- 레베카의 이중삶 (1994년)
- 외계의 공포 (1991년)
- 산타, 뉴욕에 나타나다 (1991년)
- 세인과 고속도로 (1989년)
- 형사 타격대 (1989년)
- 그녀는 악마 (1989년)
- 컴퓨터 제로 작전 (1983년)
- 데드 라인 (1983년)
- 11인의 카우보이 (1972년)
- 체인지 오브 해빗 (1969년)
- 올 인 더 패밀리 (1968년) - 마누엘 역

### 텔레비전
- LA 로 (1986년)
- 형사 Q (1976년)
- 명탐정 바나비 존즈 (1973년)
- 샌프란시스코 수사반 (1972년)
- 원 라이프 투 리브 (1968년)
- CSI 라스베가스 시즌1 (2000년)
- 아이언 사이드 (1967년)